# Рязанова балка
Ряза́нова ба́лка — ботанічний заказник місцевого значення в Україні. Об'єкт природно-заповідного фонду Харківської області, ботанічний заказник місцевого значення. 
Розташований біля селища міського типу Рогань  Харківського району. 
Загальна площа — 10,0 га. Заказник утворений у 1998 році. Відповідальний за охорону — ДПУ-ДГ «Комуніст» Харківського національного аграрного університету ім. В. В. Докучаєва.

## Опис
Заказник розташований у Рязановій балці біля смт. Рогань, оточений урбанізованими територіями, сільськогосподарськими угіддями, лісосмугами. Гирло балки відкривається з правобережного крутосхилу в заплаву річки Роганка. 
Заказник є типовим представником ландшафту, де збереглися фітоценози лучного степу з флорою його східного варіанта, характерного для Харківського геоботанічного округу, з типовими глибокими середньо-гумусними чорноземами. Найбільшу площу серед трав'яних фітоценозів на території заказника займають різнотравно-типчакові (Festuca valesiaca Gaud.) формації, особливо по схилах балки південно-західної, південно-східної та південної експозицій. Рослинні угруповання перехідного типу розташовані від фрагментів сухого степу на схилах до вологих заболочених луків на дні балки. 
Серед більше 170 видів рослин, що зберігаються в заказнику, є рідкісні, зникаючі та ендемічні види, занесені до Червоної книги України, Зеленої книги України та Зеленого списку Харківської області. 
У верхів'ях балки зростають зникаючі види: сон український, півонія вузьколиста, горицвіт весняний і волзький, дивина чорна. 
У донній частині балки зростають мезофітні (лучні) трави: китник лучний, костриця лучна, пирій повзучий, осокові, з бобових: чина лучна, лядвенець рогатий, конюшина лучна, люцерна жовта, конюшина повзуча (біла). 
Поширені рідкісні види рослин: анемона лісова, китятки сибірські, ломиніс цілолистий, гіацинтик блідий, півники низькі, рястка Гуссона, ковила волосиста, айстра степова, астрагал, грудниця шерстиста, залізняк колючий, цибуля жовтіюча, гусяча цибуля цибульконосна (Gagea granulosa), грудниця волохата. 
Дерев'янисті рослини розташовані в основному невеликими масивами по схилах і у верхів'ї балки. Деревостан представлений переважно дубом звичайним, березою, липою, ясеном високим, кленом польовим, грушею звичайною, абрикосою. У чагарниковому ярусі зростають бруслина, акація жовта, свидина кривавочервона (Thelycrania sanguinea), жимолость татарська.

## Дослідження
У 2011 році при обстеженні заказника з метою встановлення рівня антропогенного впливу виявлено, що дикорослі рослини ростуть на помірно забруднених ґрунтах. За цих умов провідним чинником виступає генетичний контроль, який визначає потребу рослин у хімічних елементах. Усі види рослин, що досліджувалися, не накопичують токсичного свинцю та кадмію.

## Галерея

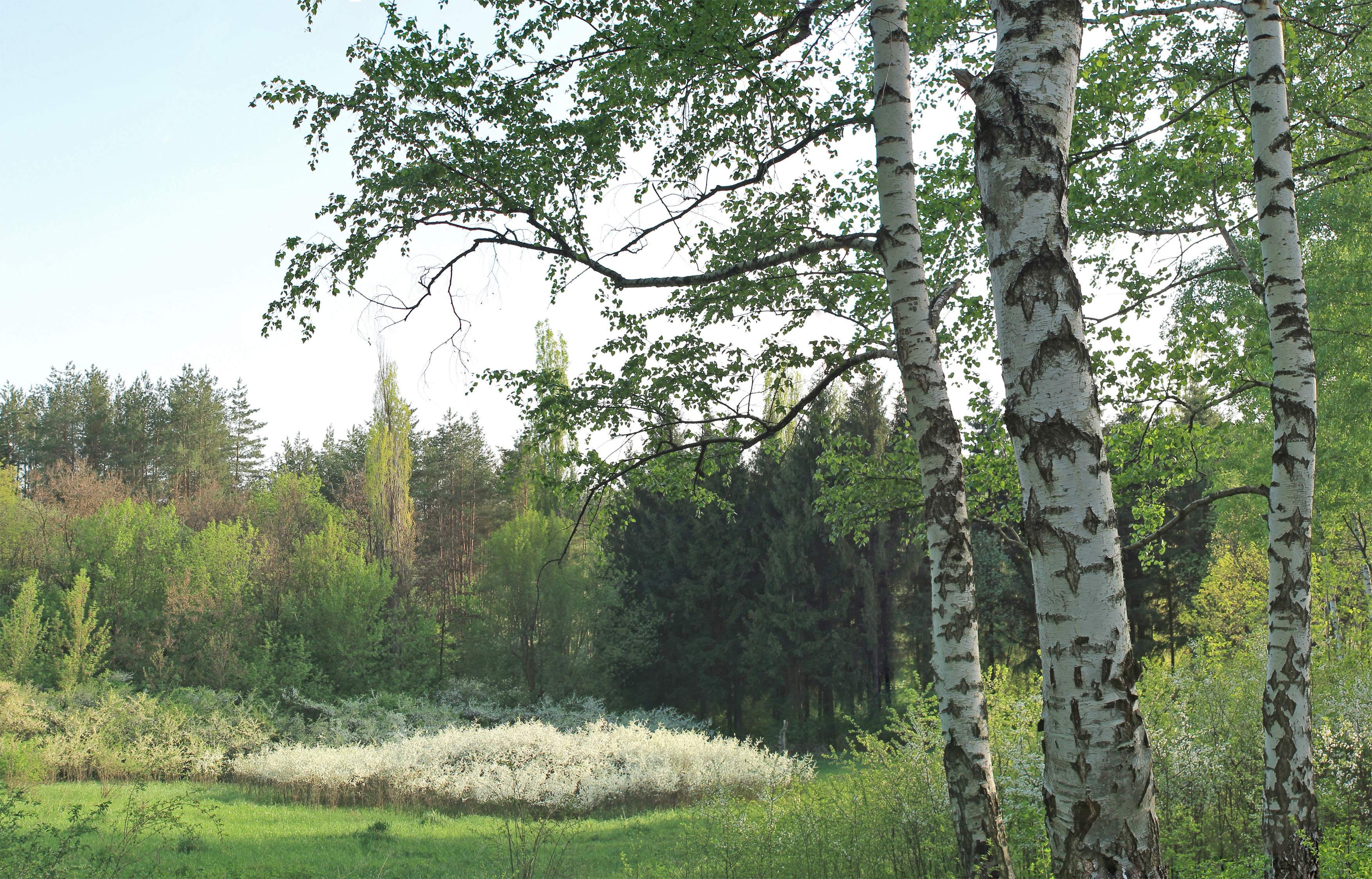
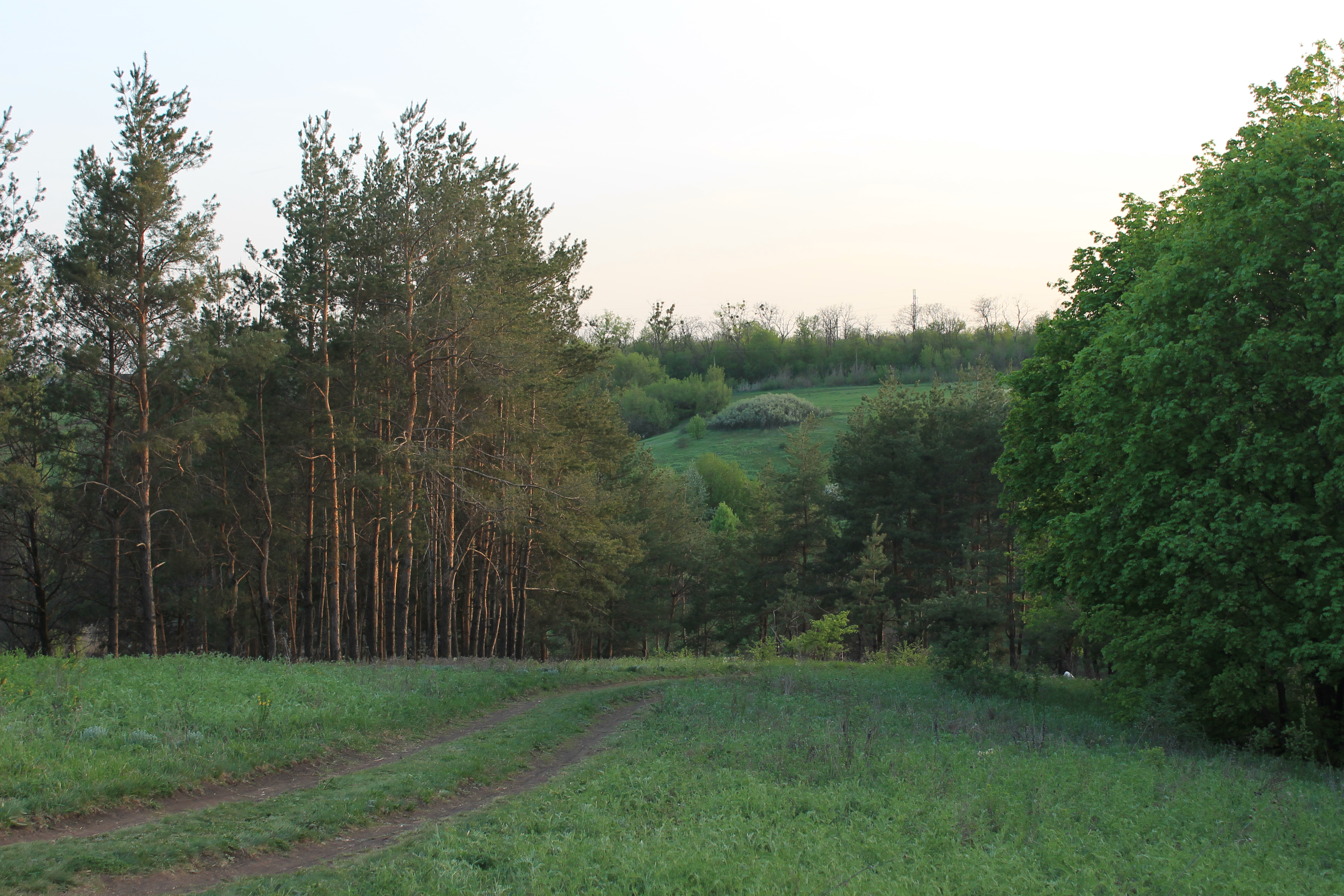
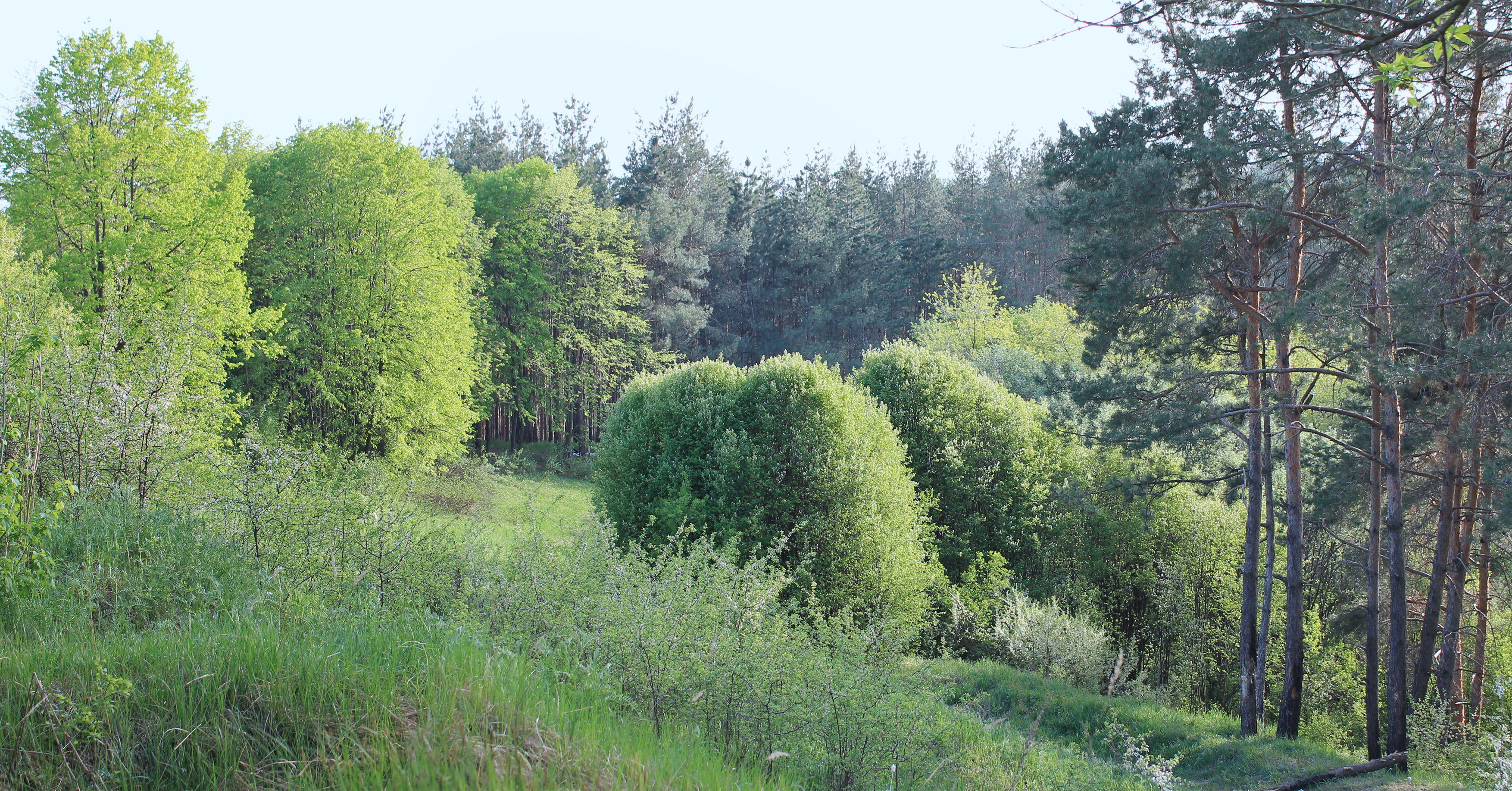
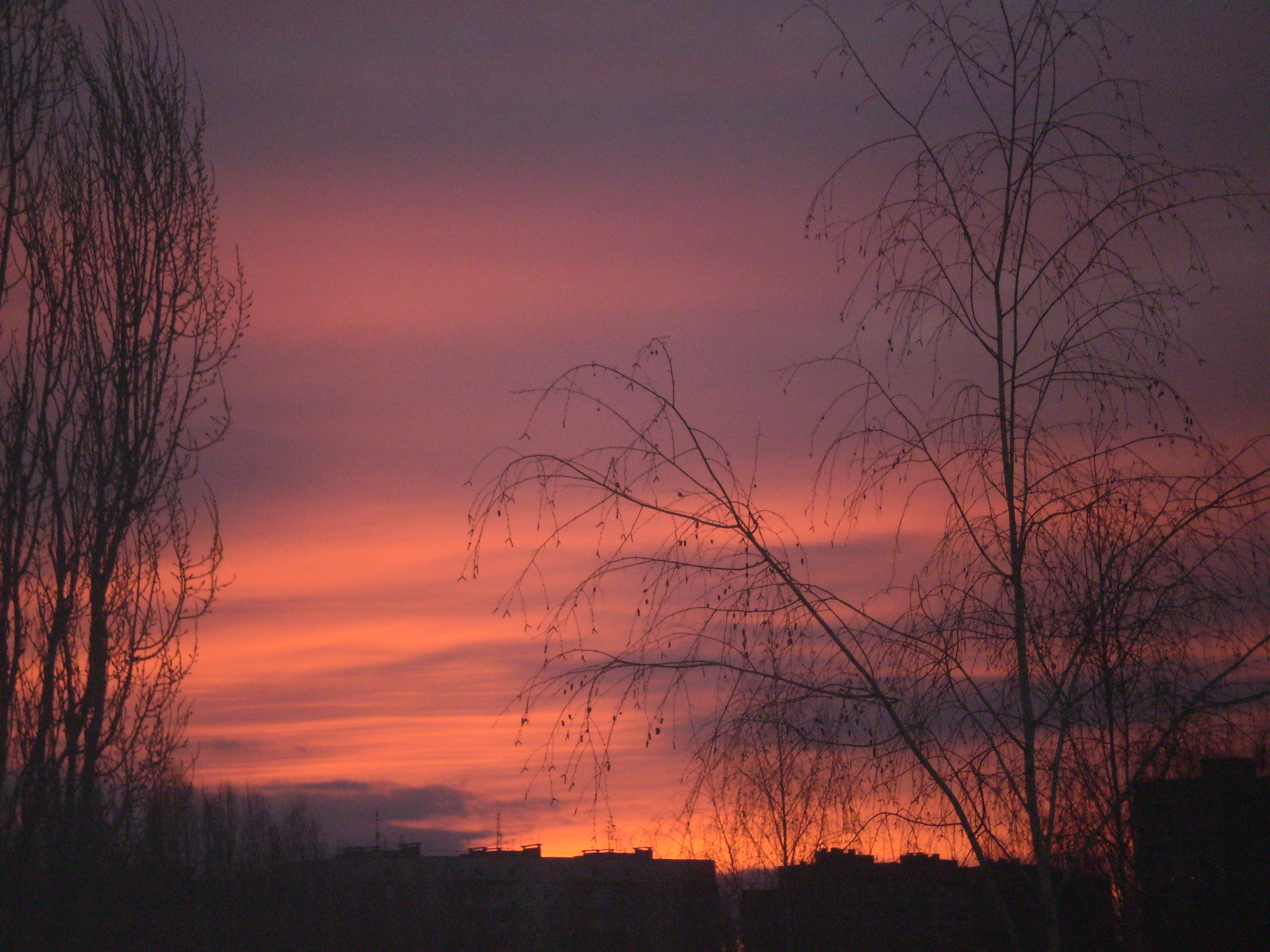